# (69) Hespèria
Hesperia és l'asteroide núm. 69 de la sèrie. Fou descobert a Milà el 26 d'abril del 1861 por l'astrònom italià Giovanni Virginio Schiaparelli (1835-1910), aquest fou l'únic asteroide que va descobrir.
És un asteroide gran de la classe M del cinturó principal. El seu nom es deu a les nimfes Hespèrides de la mitologia grega.
Identificacions addicionals: 1932 CM1, 1945 NB.